# Krefeld Pinguine
Krefeld Pinguine je německý klub ledního hokeje, který sídlí ve městě Krefeld ve spolkové zemi Severní Porýní-Vestfálsko. Založen byl v roce 1936 pod názvem Krefelder EV. Svůj současný název nese od roku 1995. Německým mistrem se stal v letech 1952 a 2003. DEV-Pokal vyhrál v roce 1968. Od sezóny 1994/95 působí v Deutsche Eishockey Lize, německé nejvyšší soutěži ledního hokeje. Klubové barvy jsou černá a žlutá.
Své domácí zápasy odehrává v Königpalast s kapacitou 8 029 diváků.

## Historické názvy
Zdroj: 
- 1936 – Krefelder EV (Krefelder Eislaufverein 1936 e. V.)
- 1978 – EHC Krefeld (Eishockeyclub Krefeld e. V.)
- 1981 – Krefelder EV (Krefelder Eislaufverein 1981 e. V.)
- 1995 – Krefeld Pinguine

## Získané trofeje
- Meisterschaft / Bundesliga / DEL ( 2× )
  - 1951/52, 2002/03
- DEV-Pokal ( 1× )
  - 1967/68

## Přehled ligové účasti
Stručný přehled
Zdroj: 
- 1939–1940: Deutsche Eishockey-Meisterschaft (1. ligová úroveň v Německu)
- 1946–1948: Deutsche Eishockey-Meisterschaft (1. ligová úroveň v Německu)
- 1949–1958: Eishockey-Oberliga (1. ligová úroveň v Německu)
- 1958–1978: Eishockey-Bundesliga (1. ligová úroveň v Německu)
- 1978–1979: Eishockey-Regionalliga West (4. ligová úroveň v Německu)
- 1979–1980: Eishockey-Oberliga Nord (3. ligová úroveň v Německu)
- 1980–1991: 2. Eishockey-Bundesliga (2. ligová úroveň v Německu)
- 1991–1994: Eishockey-Bundesliga (1. ligová úroveň v Německu)
- 1994– : Deutsche Eishockey Liga (1. ligová úroveň v Německu)

Jednotlivé ročníky
Zdroj: 
Legenda: ZČ - základní část, červené podbarvení - sestup, zelené podbarvení - postup, fialové podbarvení - reorganizace, změna skupiny či soutěže
| Velkoněmecká říše (1939 – 1944)     |                                                                                             |                                                                                             |                                                                                             |                                                                                             |                                                                                             |
| Sezóny                              | Soutěž                                                                                      | Úroveň                                                                                      | ZČ                                                                                          | Play-off                                                                                    | Poznámky                                                                                    |
| 1939                                | Deutsche Meisterschaft                                                                      | 1. úroveň                                                                                   | nehráno                                                                                     | Základní skupina B (5. místo)                                                               |                                                                                             |
| 1940                                | Deutsche Meisterschaft                                                                      | 1. úroveň                                                                                   | nehráno                                                                                     | Základní skupina A (5. místo)                                                               |                                                                                             |
| ...                                 |                                                                                             |                                                                                             |                                                                                             |                                                                                             |                                                                                             |
| Německé okupační zóny (1945 – 1949) |                                                                                             |                                                                                             |                                                                                             |                                                                                             |                                                                                             |
| Sezóny                              | Soutěž                                                                                      | Úroveň                                                                                      | ZČ                                                                                          | Play-off                                                                                    | Poznámky                                                                                    |
| 1945                                | V roce 1945 nebylo na území poválečného Německa odehráno žádné mistrovství v ledním hokeji. | V roce 1945 nebylo na území poválečného Německa odehráno žádné mistrovství v ledním hokeji. | V roce 1945 nebylo na území poválečného Německa odehráno žádné mistrovství v ledním hokeji. | V roce 1945 nebylo na území poválečného Německa odehráno žádné mistrovství v ledním hokeji. | V roce 1945 nebylo na území poválečného Německa odehráno žádné mistrovství v ledním hokeji. |
| 1946                                | Deutsche Meisterschaft                                                                      | 1. úroveň                                                                                   | nehráno                                                                                     | Finálová skupina (2. místo)                                                                 | Neoficiální turnaj                                                                          |
| 1947                                | Deutsche Meisterschaft                                                                      | 1. úroveň                                                                                   | nehráno                                                                                     | Severozápadní skupina (?. místo)                                                            |                                                                                             |
| 1948                                | Deutsche Meisterschaft                                                                      | 1. úroveň                                                                                   | nehráno                                                                                     | Finálová skupina (4. místo)                                                                 | Reorganizace                                                                                |
| ...                                 |                                                                                             |                                                                                             |                                                                                             |                                                                                             |                                                                                             |
| Německo (1949 – )                   |                                                                                             |                                                                                             |                                                                                             |                                                                                             |                                                                                             |
| Sezóny                              | Soutěž                                                                                      | Úroveň                                                                                      | ZČ                                                                                          | Play-off                                                                                    | Poznámky                                                                                    |
| 1949/50                             | Oberliga                                                                                    | 1. úroveň                                                                                   | 6. místo                                                                                    |                                                                                             |                                                                                             |
| 1950/51                             | Oberliga West                                                                               | 1. úroveň                                                                                   | 3. místo                                                                                    | Finálová skupina (5. místo)                                                                 |                                                                                             |
| 1951/52                             | Oberliga Nord                                                                               | 1. úroveň                                                                                   | 2. místo                                                                                    | Vítěz                                                                                       |                                                                                             |
| 1952/53                             | Oberliga                                                                                    | 1. úroveň                                                                                   | 3. místo                                                                                    |                                                                                             |                                                                                             |
| 1953/54                             | Oberliga                                                                                    | 1. úroveň                                                                                   | 2. místo                                                                                    |                                                                                             |                                                                                             |
| 1954/55                             | Oberliga                                                                                    | 1. úroveň                                                                                   | 2. místo                                                                                    |                                                                                             |                                                                                             |
| 1955/56                             | Oberliga                                                                                    | 1. úroveň                                                                                   | 5. místo                                                                                    |                                                                                             |                                                                                             |
| 1956/57                             | Oberliga West                                                                               | 1. úroveň                                                                                   | 4. místo                                                                                    |                                                                                             |                                                                                             |
| 1957/58                             | Oberliga West                                                                               | 1. úroveň                                                                                   | 2. místo                                                                                    | Finálová skupina (5. místo)                                                                 | Reorganizace                                                                                |
| 1958/59                             | Bundesliga                                                                                  | 1. úroveň                                                                                   | 6. místo                                                                                    |                                                                                             |                                                                                             |
| 1959/60                             | Bundesliga                                                                                  | 1. úroveň                                                                                   | 4. místo                                                                                    |                                                                                             |                                                                                             |
| 1960/61                             | Bundesliga                                                                                  | 1. úroveň                                                                                   | 4. místo                                                                                    |                                                                                             |                                                                                             |
| 1961/62                             | Bundesliga                                                                                  | 1. úroveň                                                                                   | 7. místo                                                                                    | Skupina o udržení (2. místo)                                                                |                                                                                             |
| 1962/63                             | Bundesliga                                                                                  | 1. úroveň                                                                                   | 5. místo                                                                                    | Skupina o udržení (1. místo)                                                                |                                                                                             |
| 1963/64                             | Bundesliga                                                                                  | 1. úroveň                                                                                   | 6. místo                                                                                    | Skupina o udržení (3. místo)                                                                |                                                                                             |
| 1964/65                             | Bundesliga                                                                                  | 1. úroveň                                                                                   | 7. místo                                                                                    | Skupina o udržení (3. místo)                                                                |                                                                                             |
| 1965/66                             | Bundesliga                                                                                  | 1. úroveň                                                                                   | 6. místo                                                                                    | Skupina o udržení (4. místo)                                                                |                                                                                             |
| 1966/67                             | Bundesliga West                                                                             | 1. úroveň                                                                                   | 3. místo                                                                                    | Finálová skupina (5. místo)                                                                 |                                                                                             |
| 1967/68                             | Bundesliga West                                                                             | 1. úroveň                                                                                   | 4. místo                                                                                    | Baráž o Bundesligu West (1. místo)                                                          |                                                                                             |
| 1968/69                             | Bundesliga West                                                                             | 1. úroveň                                                                                   | 4. místo                                                                                    | Baráž o Bundesligu West (1. místo)                                                          |                                                                                             |
| 1969/70                             | Bundesliga                                                                                  | 1. úroveň                                                                                   | 6. místo                                                                                    | Finálová skupina (7. místo)                                                                 |                                                                                             |
| 1970/71                             | Bundesliga                                                                                  | 1. úroveň                                                                                   | 7. místo                                                                                    |                                                                                             |                                                                                             |
| 1971/72                             | Bundesliga                                                                                  | 1. úroveň                                                                                   | 9. místo                                                                                    |                                                                                             |                                                                                             |
| 1972/73                             | Bundesliga                                                                                  | 1. úroveň                                                                                   | 8. místo                                                                                    |                                                                                             |                                                                                             |
| 1973/74                             | Bundesliga                                                                                  | 1. úroveň                                                                                   | 9. místo                                                                                    |                                                                                             |                                                                                             |
| 1974/75                             | Bundesliga                                                                                  | 1. úroveň                                                                                   | 3. místo                                                                                    |                                                                                             |                                                                                             |
| 1975/76                             | Bundesliga                                                                                  | 1. úroveň                                                                                   | 4. místo                                                                                    |                                                                                             |                                                                                             |
| 1976/77                             | Bundesliga                                                                                  | 1. úroveň                                                                                   | 2. místo                                                                                    | Finálová skupina (2. místo)                                                                 |                                                                                             |
| 1977/78                             | Bundesliga                                                                                  | 1. úroveň                                                                                   | 3. místo                                                                                    | Finálová skupina (4. místo)                                                                 | Insolvence, odhlášení                                                                       |
| 1978/79                             | Regionalliga West                                                                           | 4. úroveň                                                                                   | 1. místo                                                                                    | Finále                                                                                      | Postup                                                                                      |
| 1979/80                             | Oberliga Nord                                                                               | 3. úroveň                                                                                   | 2. místo                                                                                    | Finálová skupina (2. místo)                                                                 | Postup                                                                                      |
| 1980/81                             | 2. Bundesliga                                                                               | 2. úroveň                                                                                   | 8. místo                                                                                    |                                                                                             |                                                                                             |
| 1981/82                             | 2. Bundesliga Nord                                                                          | 2. úroveň                                                                                   | 4. místo                                                                                    | Finálová skupina (9. místo)                                                                 |                                                                                             |
| 1982/83                             | 2. Bundesliga                                                                               | 2. úroveň                                                                                   | 6. místo                                                                                    | Finálová skupina (6. místo)                                                                 |                                                                                             |
| 1983/84                             | 2. Bundesliga Nord                                                                          | 2. úroveň                                                                                   | 5. místo                                                                                    | Finálová skupina A (4. místo)                                                               |                                                                                             |
| 1984/85                             | 2. Bundesliga Nord                                                                          | 2. úroveň                                                                                   | 2. místo                                                                                    | Baráž o Bundesligu (5. místo)                                                               |                                                                                             |
| 1985/86                             | 2. Bundesliga Nord                                                                          | 2. úroveň                                                                                   | 10. místo                                                                                   | Baráž o 2. Bundesligu Nord, sk. B (2. místo)                                                |                                                                                             |
| 1986/87                             | 2. Bundesliga Nord                                                                          | 2. úroveň                                                                                   | 3. místo                                                                                    | Baráž o Bundesligu (5. místo)                                                               |                                                                                             |
| 1987/88                             | 2. Bundesliga Nord                                                                          | 2. úroveň                                                                                   | 1. místo                                                                                    | Baráž o Bundesligu (3. místo)                                                               |                                                                                             |
| 1988/89                             | 2. Bundesliga Nord                                                                          | 2. úroveň                                                                                   | 1. místo                                                                                    | Baráž o Bundesligu (6. místo)                                                               |                                                                                             |
| 1989/90                             | 2. Bundesliga Nord                                                                          | 2. úroveň                                                                                   | 5. místo                                                                                    | Baráž o 2. Bundesligu Nord (3. místo)                                                       |                                                                                             |
| 1990/91                             | 2. Bundesliga Nord                                                                          | 2. úroveň                                                                                   | 2. místo                                                                                    | Baráž o Bundesligu (výhra)                                                                  | Postup                                                                                      |
| 1991/92                             | Bundesliga                                                                                  | 1. úroveň                                                                                   | 7. místo                                                                                    | Čtvrtfinále                                                                                 |                                                                                             |
| 1992/93                             | Bundesliga                                                                                  | 1. úroveň                                                                                   | 3. místo                                                                                    | Čtvrtfinále                                                                                 |                                                                                             |
| 1993/94                             | Bundesliga                                                                                  | 1. úroveň                                                                                   | 3. místo                                                                                    | Čtvrtfinále                                                                                 | Reorganizace                                                                                |
| 1994/95                             | Deutsche Eishockey Liga                                                                     | 1. úroveň                                                                                   | 4. místo                                                                                    | Semifinále Prohra s EV Landshut 2 : 3                                                       |                                                                                             |
| 1995/96                             | Deutsche Eishockey Liga                                                                     | 1. úroveň                                                                                   | 7. místo                                                                                    | Čtvrtfinále Prohra s Düsseldorfer EG 0 : 3                                                  |                                                                                             |
| 1996/97                             | Deutsche Eishockey Liga                                                                     | 1. úroveň                                                                                   | 8. místo                                                                                    | Čtvrtfinále Prohra s Adler Mannheim 0 : 3                                                   |                                                                                             |
| 1997/98                             | Deutsche Eishockey Liga                                                                     | 1. úroveň                                                                                   | 7. místo                                                                                    | Čtvrtfinále Prohra s Eisbären Berlín 0 : 3                                                  |                                                                                             |
| 1998/99                             | Deutsche Eishockey Liga                                                                     | 1. úroveň                                                                                   | 7. místo                                                                                    | Čtvrtfinále Prohra s Eisbären Berlín 1 : 3                                                  |                                                                                             |
| 1999/00                             | Deutsche Eishockey Liga                                                                     | 1. úroveň                                                                                   | Bronzová medaile                                                                            | Čtvrtfinále Prohra s BSC Preussen 1 : 3                                                     |                                                                                             |
| 2000/01                             | Deutsche Eishockey Liga                                                                     | 1. úroveň                                                                                   | 9. místo                                                                                    | Ne                                                                                          |                                                                                             |
| 2001/02                             | Deutsche Eishockey Liga                                                                     | 1. úroveň                                                                                   | Bronzová medaile                                                                            | Čtvrtfinále Prohra s Kölner Haie 0 : 3                                                      |                                                                                             |
| 2002/03                             | Deutsche Eishockey Liga                                                                     | 1. úroveň                                                                                   | 6. místo                                                                                    | Finále Výhra s Kölner Haie 3 : 2                                                            |                                                                                             |
| 2003/04                             | Deutsche Eishockey Liga                                                                     | 1. úroveň                                                                                   | 10. místo                                                                                   | Ne                                                                                          |                                                                                             |
| 2004/05                             | Deutsche Eishockey Liga                                                                     | 1. úroveň                                                                                   | 9. místo                                                                                    | Ne                                                                                          |                                                                                             |
| 2005/06                             | Deutsche Eishockey Liga                                                                     | 1. úroveň                                                                                   | 8. místo                                                                                    | Čtvrtfinále Prohra s Eisbären Berlín 1 : 4                                                  |                                                                                             |
| 2006/07                             | Deutsche Eishockey Liga                                                                     | 1. úroveň                                                                                   | 10. místo                                                                                   | Předkolo Prohra s Hamburg Freezers 0 : 2                                                    |                                                                                             |
| 2007/08                             | Deutsche Eishockey Liga                                                                     | 1. úroveň                                                                                   | 11. místo                                                                                   | Ne                                                                                          |                                                                                             |
| 2008/09                             | Deutsche Eishockey Liga                                                                     | 1. úroveň                                                                                   | 6. místo                                                                                    | Čtvrtfinále Prohra s Düsseldorfer EG 3 : 4                                                  |                                                                                             |
| 2009/10                             | Deutsche Eishockey Liga                                                                     | 1. úroveň                                                                                   | 12. místo                                                                                   | Ne                                                                                          |                                                                                             |
| 2010/11                             | Deutsche Eishockey Liga                                                                     | 1. úroveň                                                                                   | 4. místo                                                                                    | Semifinále Prohra s Grizzlys Wolfsburg 0 : 3                                                |                                                                                             |
| 2011/12                             | Deutsche Eishockey Liga                                                                     | 1. úroveň                                                                                   | 12. místo                                                                                   | Ne                                                                                          |                                                                                             |
| 2012/13                             | Deutsche Eishockey Liga                                                                     | 1. úroveň                                                                                   | Bronzová medaile                                                                            | Semifinále Prohra s Eisbären Berlín 0 : 3                                                   |                                                                                             |
| 2013/14                             | Deutsche Eishockey Liga                                                                     | 1. úroveň                                                                                   | Stříbrná medaile                                                                            | Čtvrtfinále Prohra s ERC Ingolstadt 1 : 4                                                   |                                                                                             |
| 2014/15                             | Deutsche Eishockey Liga                                                                     | 1. úroveň                                                                                   | 10. místo                                                                                   | Předkolo Prohra s Grizzly Adams Wolfsburg 1 : 2                                             |                                                                                             |
| 2015/16                             | Deutsche Eishockey Liga                                                                     | 1. úroveň                                                                                   | 13. místo                                                                                   | Ne                                                                                          |                                                                                             |
| 2016/17                             | Deutsche Eishockey Liga                                                                     | 1. úroveň                                                                                   | 14. místo                                                                                   | Ne                                                                                          |                                                                                             |
| 2017/18                             | Deutsche Eishockey Liga                                                                     | 1. úroveň                                                                                   | 14. místo                                                                                   | Ne                                                                                          |                                                                                             |
| 2018/19                             | Deutsche Eishockey Liga                                                                     | 1. úroveň                                                                                   | 11. místo                                                                                   | Ne                                                                                          |                                                                                             |
| 2019/20                             | Deutsche Eishockey Liga                                                                     | 1. úroveň                                                                                   | Ročník zrušen po odehrání základní části z důvodu epidemie koronaviru SARS-CoV-2.           | Ročník zrušen po odehrání základní části z důvodu epidemie koronaviru SARS-CoV-2.           | Ročník zrušen po odehrání základní části z důvodu epidemie koronaviru SARS-CoV-2.           |
| 2020/21                             | Deutsche Eishockey Liga                                                                     | 1. úroveň                                                                                   |                                                                                             | Ne                                                                                          |                                                                                             |
| 2021/22                             | Deutsche Eishockey Liga                                                                     | 1. úroveň                                                                                   | 15. místo                                                                                   | Ne                                                                                          | (sestup)                                                                                    |
| 2022/23                             | 2. Bundesliga                                                                               | 2. úroveň                                                                                   |                                                                                             |                                                                                             |                                                                                             |

## Účast v mezinárodních pohárech
Zdroj: 
Legenda: SP - Spenglerův pohár, EHP - Evropský hokejový pohár, EHL - Evropská hokejová liga, SSix - Super six, IIHFSup - IIHF Superpohár, VC - Victoria Cup, HLMI - Hokejová liga mistrů IIHF, ET - European Trophy, HLM - Hokejová liga mistrů, KP – Kontinentální pohár
- SP 2003 – Základní skupina (5. místo)
- HLM 2014/2015 – Základní skupina J (4. místo)
- HLM 2015/2016 – Základní skupina K (3. místo)
- HLM 2016/2017 – Základní skupina E (3. místo)